# Kaleidoscope (píseň, Kaya)
„Kaleidoscope“ je píseň, debutový singl a zároveň první sólová nahrávka japonského zpěváka Kayi. Singl byl 28. června 2006 nezávislým vydavatelstvím Traumerei. Během prvního týdne od vydání vystoupal na 15. příčku v žebříčku nezávislé hudby Oricon. Obsahuje dvě skladby, přičemž obě složil Kalm, bývalý klávesista hudební skupiny Velvet Eden.

## Seznam skladeb
Hudbu složil(i) Kalm. 
| Pořadí | Název           | Délka |
| ------ | --------------- | ----- |
| 1.     | Kaleidoscope    | 5:07  |
| 2.     | Remains of MInd | 5:25  |